# Epicide
Epicide (Cartagine, ... – Cartagine, 210 a.C.) fu tiranno di Siracusa dal 214 al 212 a.C. con il fratello Ippocrate.

## Biografia
Figlio secondogenito di una cartaginese e del figlio di un siracusano esiliato da Agatocle, da giovane con il fratello servì valorosamente l'esercito di Annibale e da lui fu mandato in ambasciata dal tiranno di Siracusa Geronimo. Entrambi riuscirono a convincere il giovane sovrano a rinunciare all'alleanza con i Romani.
L'assassinio del tiranno e la rivolta che seguì impaurì i due cartaginesi, che prima chiesero di tornare in patria, poi compresero che avrebbero potuto trarre dei giovamenti da quella situazione. Dopo l'assassinio del generale Adranodoro, presero il potere. In città però tornò a prevalere il partito filoromano, e i due furono costretti a rifugiarsi a Lentini. Lì li attaccò Marco Claudio Marcello che, a causa di una presunta strage compiuta dai suoi soldati nella città, si inimicò nuovamente i siracusani, che acclamarono Ippocrate ed Epicide nuovi tiranni.
Marcello iniziò l'assedio di Siracusa, che fu difesa coraggiosamente da entrambi e poi dal solo Epicide, mentre Ippocrate era andato a difendere altre parti dell'isola grazie al sostegno di Imilcone. Cercò in ogni modo di evitare la caduta della città, che fu comunque conquistata quasi interamente da Marcello anche grazie ad alcuni traditori. Dopo la sconfitta e la morte di Ippocrate, Epicide incontrò Bomilcare che sarebbe dovuto arrivare con il suo esercito.
Dopo la rinuncia di quest'ultimo, Epicide si vide sconfitto e si rifugiò ad Agrigento, dove collaborò con Mutino. Dopo la conquista anche di questa città, nel 210 a.C., ritornò con Annone in patria e di lui si persero le tracce.